# Río Chanchas
El río Chanchas es un curso de agua dulce que forma parte de las 20 subcuencas del río Mantaro. Se ubica en la provincia de Huancayo, departamento de Junín, Perú. Su recorrido atraviesa el distrito de Pucará, Sapallanga y Huancán hasta desembocar en la cuenca hidrográfica del Mantaro.
El dominio natural de la subcuenca alcanza los 239.4 km² y un perímetro de 77.34 km. Su longitud promedio es de 25.32 km con un recorrido orientado de este a oeste..Por el lado oeste, la subcuenca sirve como límite de los distritos de Huancán y Huayucachi.

## Clima

### Temperatura
La temperatura media anual máxima es de 20.78 °C y la temperatura media anual mínima es de 5.86 °C. Analizando la variación estacional de la temperatura media anual, se observa que los valores más altos se presentan de agosto a diciembre y los más bajos de mayo a julio.

## Calidad del agua
El río Chanchas es un recurso hídrico gravitante en el desarrollo agronómico, energético, piscícola y doméstico de los pueblos que se sirven de él, sin embargo se ha visto afectado en cuanto a la calidad de sus aguas por exceso de vertidos de residuos sólidos y aguas residuales servidas producto de conexiones clandestinas de desagües que desembocan irresponsablemente sobre él.